# 오수알데 (동앵글인의 왕)
오즈월드(Oswald)는 순교왕 에드먼드 사후 동앵글인의 왕이다. 재위 시기 문헌적 증거에 대해서 알려진 것은 없지만, 그의 주화들 일부가 동시대에 알려졌다.

## 통치
사료들은 순교왕 에드먼드 사후와 880년에 구스룸의 이스트앵글리아 복귀 사이 시기에 오즈월드와 애설레드가 이스트앵글리아를 허수아비 왕으로서 다스렸다는 것을 제시한다. 이스트앵글리아의 귀족 계층들이 전부는 아니지만, 대다수가 에드먼드의 죽음으로 이어진 바이킹들의 공격으로 인해 소멸했거나, 오즈월드와 애설레드, 구스룸이 연속해서 다스린 시기에 덴마크인들의 지배에 저항이 있던 시기가 있었을 가능성이 있다. 바이킹들은 오즈월드의 즉위부터 대 에드워드에게 데인인들이 패한 후 이스트앵글리아가 잉글랜드 왕국에 합병당한 920년까지 동앵글족 왕국을 다스렸다.

## 주화

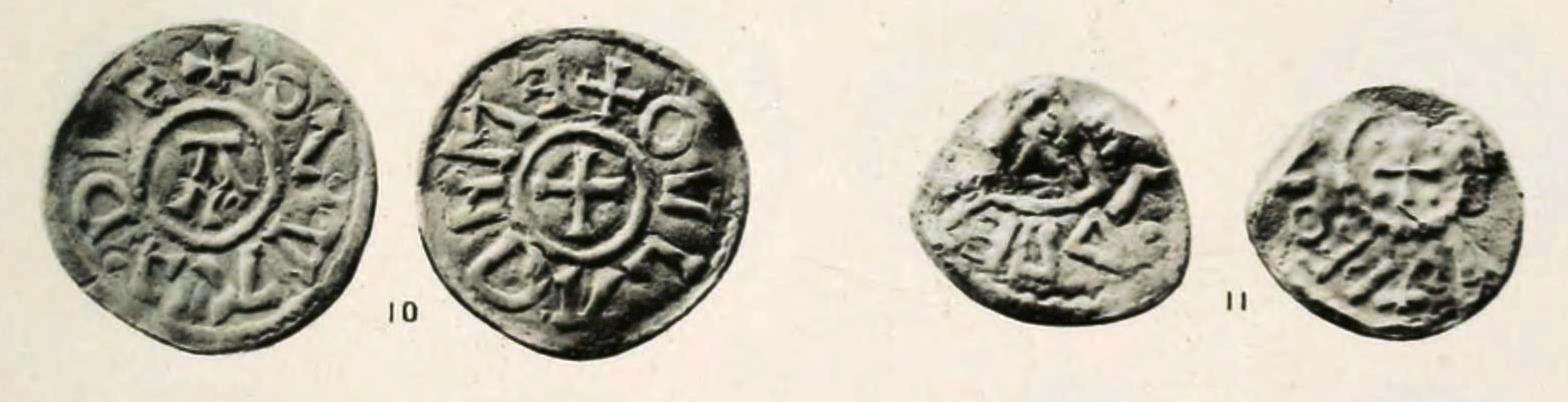
현재 대영박물관에 있는 오즈월드의 주화 두 개

오즈월드의 존재는 그의 주화 때문에 알려졌다.
주화들과 은괴는 이스트앵글리아내 바이킹들의 공격 시기 내내 사용되었고 바이킹들은 비록 비율을 낮추기는 했지만 은으로 된 페니를 생산하는 앵글로색슨의 전통을 이어나갔다. 8개의 주화들이 애설레드와 오즈월드의 집권기의 것으로 알려졌고, 반면에 200개가 넘는 주화들이 오즈월드의 전임자인 에드먼드의, 화폐 주조자들이 만든 것으로 알려져 있다.
오즈월드의 이름이 새겨진 몇 안되는 주화들은 쿠어데일 비축물에서 발견된 것들이다. 주화들은 순교자왕 에드먼드 사후인 870년대에서 900년대의 것으로 추정할 수 있다. 발견된 주화들 중 Beor...로 시작하는 명칭을 지닌 화폐 주조자가 만든 하나는 사원 유형의 것으로, 다른 하나는 이스트앵글리아에서 흔한 형태인 alpha이다.

## 대중 문화
오즈월드는 서기 873년을 배경으로 하는, 2020년 비디오 게임 《어쌔신 크리드 발할라》에서 조연으로 출연한다.

## 참고 문헌
- Blackburn, Mark; Grierson, Philip (1986). 《Mediaeval European Coinage: Volume 1 The Early Middle Ages (5th-10th Centuries)》. Cambridge: Cambridge University Press.
- Pestell, Tim (2004). 《Landscapes of Monastic Foundation: The Establishment of Religious Houses c.650-1200》. Woodbridge: Boydell Press. ISBN 1 84383 062 0.

| 잉글랜드의 왕실      | 잉글랜드의 왕실     | 잉글랜드의 왕실   |
| -------------------- | ------------------- | ----------------- |
| 이전 순교왕 에드먼드 | 이스트앵글리아의 왕 | 이후 애설레드 2세 |